# Fatima (film 1997)
Fatima è un film per la televisione del 1997 diretto da Fabrizio Costa.

## Trama
Lisbona, 1917. Dario, figlio di un abbiente anticlericale che ha influenza sui mezzi di stampa e sulla polizia, entra in rotta con il padre per via della sua relazione con una cantante di ceto modesto, Margarida, che viene costretta dalle autorità a separarsi da lui, andando a vivere a Fátima. Qui la giovane sente parlare delle apparizioni a cui starebbero assistendo tre bambini e delle quali si sta spargendo la voce in tutto il Portogallo. Avelino, desideroso di riabbracciare Margarida, la raggiunge a Fátima e, dapprima scettico, viene poi convinto da lei a credere alle apparizioni. Nel frattempo Avelino, un giornalista amico di Dario, indaga sul fenomeno e, nonostante le pressioni del direttore del giornale, decide di non scrivere contro le apparizioni, perdendo così il posto di lavoro.

## Produzione
La pellicola, presentata il 4 dicembre 1997 presso l'ambasciata portoghese a Roma con la partecipazione di autorità ecclesiastiche, è stata prodotta per Mediaset e girata – con un cast internazionale che include attori non professionisti ma anche attori celebri portoghesi – per cinque settimane nel nord del Portogallo, non essendo possibile, per via della folla, lavorare nei pressi del santuario di Fátima.

## Distribuzione
Questo TV movie venne trasmesso in prima visione su Canale 5 il 7 dicembre 1997 per poi essere replicato più volte su Canale 5, Rete 4 e Mediaset Extra nel corso degli anni successivi.
È stato anche distribuito nel mercato home video.